# Helmut Baierl
Helmut Johannes Baierl (* 23. Dezember 1926 in Rumburg, Tschechoslowakei; † 12. September 2005 in Berlin) war ein deutscher Schriftsteller und Vizepräsident der Akademie der Künste der DDR.

## Leben
Baierl, der am 5. Februar 1944 die Aufnahme in die NSDAP beantragte und zum 20. April desselben Jahres aufgenommen wurde (Mitgliedsnummer 9.761.183), war nach seiner Vertreibung aus der Tschechoslowakei Landarbeiter und Russischlehrer. Von 1949 bis 1951 studierte er Slawistik an der Universität Halle (Saale) und war danach Dozent für Russisch in der Erwachsenenqualifizierung. 1955 bis 1957 studierte er am Institut für Literatur „Johannes R. Becher“, war bis 1959 Cheflektor des Hofmeisterverlags Leipzig und bis 1967 Autor und Dramaturg am Berliner Ensemble.
Baierl war 1945 bis 1947 Mitglied der LDP, danach bis 1989 der SED. 1961 bis 1967 war er Parteisekretär des Berliner Ensembles, dann bis 1968 Kandidat und bis 1989 Mitglied des SED-Bezirksleitung Berlin.
Seit 1967 war Baierl freier Schriftsteller. Er war 1970 bis 1974 Sekretär der Sektion Dichtkunst und bis 1990 Vizepräsident der Akademie der Künste. Seit 1968 war er unter dem Decknamen „Flinz“ als inoffizieller Mitarbeiter (IM) des MfS erfasst.

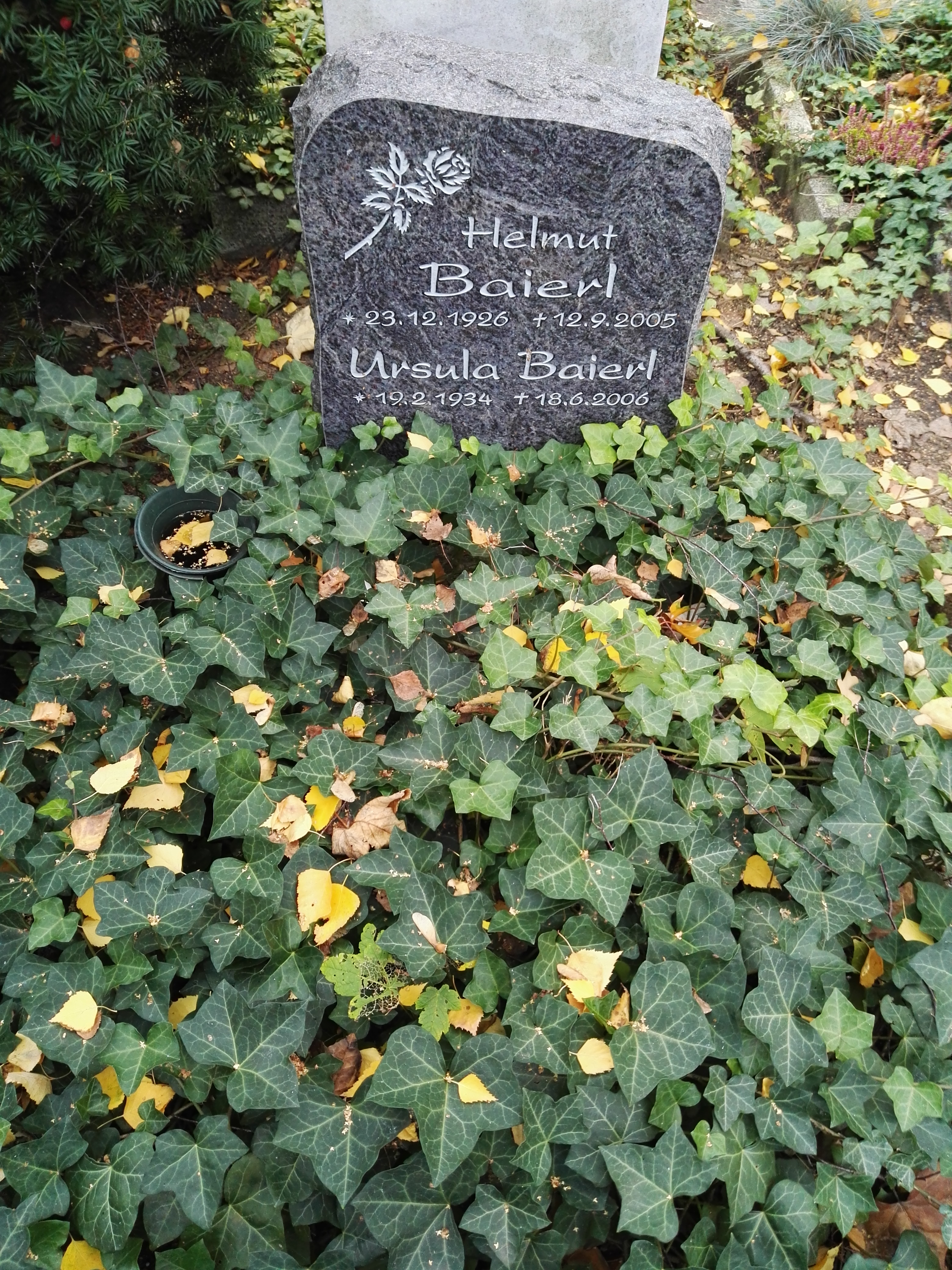
Grabstätte

Sein Grab befindet sich auf dem Dorotheenstädtischen Friedhof.

## Auszeichnungen und Ehrungen
- 1961 Nationalpreis der DDR
- 1970 Nationalpreis der DDR
- 1970 Erich-Weinert-Medaille[5]
- 1975 Kunstpreis des FDGB
- 1976 Vaterländischer Verdienstorden
- 1976 Lessing-Preis der DDR
- 1979 Goethepreis der Stadt Berlin
- 1985 Vaterländischer Verdienstorden in Silber
- 1985 Johannes-R.-Becher-Medaille

## Darstellung Baierls in der bildenden Kunst
- Harald Kretzschmar: Helmut Baierl (Porträtkarikatur, Pinselzeichnung, 1962)[6]

## Werke
- Gladiolen, ein Tintenfass und eine bunte Kuh, 1953
- Ein Wegweiser, 1953
- Die Feststellung, 1958
- Frau Flinz, 1961 (UA am 25. April 1961 im Berliner Ensemble)
- Der rote Veit, 1962
- Fünf Geschichten vom Dreizehnten, 1963
- Johanna von Döbeln, 1969
- Der lange Weg zu Lenin, 1970
- Das zweite Leben des Friedrich Wilhelm Georg Platow, 1973 (Drehbuchmitarbeit)
- Die Lachtaube, UA 1974
- Die Köpfe oder das noch kleinere Organon, 1974
- Gereimte Reden (Agitationslyrik), 1976
- Leo und Rosa, 1982
- Ihr seid ein Greenhorn, Sir! 1984 (UA am 6. April 1984 im Theater der Freundschaft, Berlin)
- Polly erzählt. Jugenderinnerungen eines Großstadthundes, 1986, ISBN 3-7684-3604-7

## Theater
- 1986: Dario Fo: Zufällig eine Frau: Elisabeth (Prolog) – Regie: Manfred Wekwerth/Alejandro Quintana (Berliner Ensemble)

## Filmografie
- 1958: Die Feststellung
- 1970: Unterwegs zu Lenin
- 1973: Das zweite Leben des Friedrich Wilhelm Georg Platow
- 1979: Lachtauben weinen nicht
- 1981: Im Land der Adler und der Kreuze, Dokumentarfilm
- 1983: Leo und Rosa, Fernsehspiel, auch Regie